# 新洲路

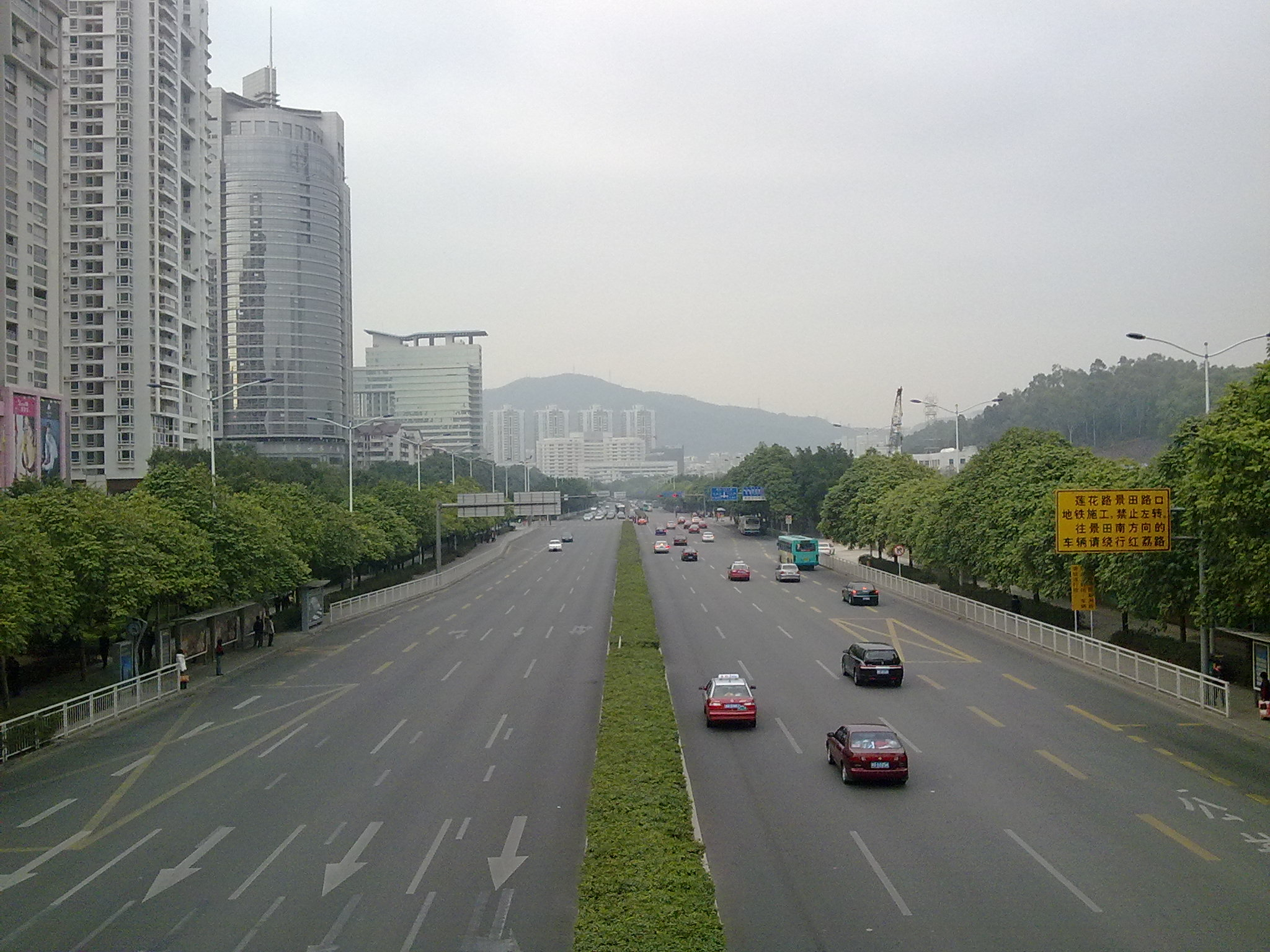
新洲路北向

新洲路是中國廣東省深圳市一条南北走向的市政路。
南端与福强路相连终止，和福田保税区遥遥相望，为广深高速公路阻隔，但可以通过地下通道前往。北行经过福强路、福民路、濱河大道、福华三路、深南大道、红荔西路、莲花路、北環大道，最终进入福田区梅林街道。
沿途主要建筑物、社区和机构有世纪工艺品文化广场、新洲村、中城天邑吉之岛购物广场、福田实验学校、福田区人民武装部、五洲宾馆、人民大厦、深圳广播电影电视集团、岁宝百货景田分店、华强职业技术学校、福田区中心加油站、莲花山公园、莲花北村及北京大学深圳医院等等。